# Antonio Miró Quesada de la Guerra
Antonio Tomás Miró Quesada de la Guerra (Callao, 7 de abril de 1875 - Lima, 15 de mayo de 1935) fue un periodista, abogado, diplomático y político peruano. Director del diario El Comercio.

## Biografía
Fue hijo de José Antonio Miró Quesada y de Matilde de la Guerra Gorostide. Su padre fue el propietario del diario El Comercio. Los estudios escolares los realizó gran parte en Inglaterra, debido a que sus padres se encontraban fuera del Perú por razones políticas; de regreso en Lima, los continuó bajo la dirección del profesor Agustín Whilar.
Ingresó a la Universidad Nacional Mayor de San Marcos, en donde obtuvo los siguientes títulos: bachiller en Letras (1896), doctor en Letras (1896), bachiller en jurisprudencia (1897), abogado (1898) y doctor en Ciencias políticas y administrativas (1901).
Se casó con María Laos Argüelles, con quien tuvo once hijos: José Antonio, Manuel, Carlos, Joaquín, Raúl, Enrique, Hernán, María, Delfina, Amalia y Alfredo Miró Quesada Laos.
Desde joven se dedicó al periodismo y se le encargó la dirección del diario El Comercio. Fue profesor en la Universidad Nacional Mayor de San Marcos, donde tuvo a su cargo la cátedra de Sociología y la de Derecho Administrativo.

## Actividad política
Se inició en la actividad pública como regidor de la Municipalidad de Lima.

### Diputado
En 1901 postuló a la Cámara de Diputados, como parte del Partido Civil y resultó elegido diputado por el Callao siendo reelegido en 1907. Como diputado formó parte de la Comisión Diplomática, la Comisión Principal de Hacienda y la Comisión de Constitución (como presidente). Durante su gestión fue elegido Presidente de la Cámara de Diputados, alcanzando un total de 69 votos de los 98 representantes en 1907 y 1910, con 69 votos de un total de 78 representantes. Estuvo en el cargo hasta 1911, cuando inició el primer gobierno de Augusto Leguía.

### Senador
En 1913 Miró Quesada fue elegido senador por el Callao, como tal integró las Comisiones de Gobierno, Constitución, Justicia y Legislación, todas las cuales llegó a presidir en el transcurso del periodo legislativo, así como la Comisión Diplomática.
En 1918 fue elegido Presidente del Senado Nacional.
Fue vuelto a elegir senador en las elecciones de 1919: sin embargo, la madrugada del 4 de julio, el congreso en funciones (del que Miró Quesada era presidente) fue disuelto, y el electo no llegó a instalarse debido al golpe de Estado de Augusto Leguía. En septiembre del mismo año, Antonio Miró Quesada se fue a vivir con su familia a los Estados Unidos debido a las acciones del régimen en contra de los diarios El Comercio y La Prensa. Permaneció entre Estados Unidos y Europa hasta 1925. A su regreso, se abstuvo de participar en la actividad política.

### Embajador en Bélgica
Fue ministro Plenipotenciario del Perú en Bélgica de 1933 a 1934.

## Asesinato
El 15 de mayo de 1935 el director del diario El Comercio, Antonio Miró Quesada de la Guerra y su esposa María Laos Argüelles de Miró Quesada, fueron asesinados, en la Plaza San Martín, por Carlos Steer Lafont, dirigente de la Federación Aprista Juvenil de 19 años de edad. Miró Quesada salió del local de El Comercio y se dirigió al Gran Hotel Bolívar, donde estaban alojados, a recoger a su esposa. Ambos iban a pie a almorzar al Club Nacional, cuando, a la 1:45 p. m., estando ellos frente al Teatro Colón, Antonio recibió tres disparos, uno en mitad de la espalda, los otros en la nuca y en la base del cráneo. Su esposa intentó defenderlo y enfrentó con su cartera a Steer, quien le disparó. La pareja murió instantáneamente.
El asesino trató de escapar por las calles cercanas a la Plaza; efectivos policiales lo rodearon y éste se disparó 3 veces en un intento de suicidio. No obstante, Steer Lafont sobrevivió y fue llevado al Hospital Arzobispo Loayza, en dónde se le tomó declaraciones y se le inició un juicio por el asesinato de los Miró Quesada. Steer Lafont manifestó que había decidido matar al señor Miró Quesada porque con los editoriales de su periódico incitaba a matarse entre peruanos y que mató a la esposa creyendo que esta sacaría un arma de su cartera. Fue condenado a 25 años de prisión.
En homenaje a Antonio Miró Quesada y su esposa, la Municipalidad Metropolitana de Lima colocó en 1950 una placa conmemorativa en el lugar de su asesinato.